# Мельба Лістон
Ме́льба Доре́тта Лі́стон (англ. Melba Doretta Liston; 13 січня 1926, Канзас-Сіті, Міссурі — 23 квітня 1999, Лос-Анджелес, Каліфорнія) — американська джазова тромбоністка, аранжувальниця і композиторка.

## Біографія
Народилася 13 січня 1926 року в Канзас-Сіті, штат Міссурі. З 1937 року зростала у Лос-Анджелесі, штат Каліфорнія. Вчилася грати на тромбоні і у 1942 році грала в оркестрі; з 1943 по 1947 роки працювала з Джеральдом Вілсоном, саме в цей період почала займатися аранжуваннями. У 1947 році грала у невеликому гурті під час сесії звукозапису для Декстера Гордона, гастролювала з Каунтом Бейсі (1948—49), Біллі Холідей (1949).
Після невеликої перерви в музиці приєдналася до Діззі Гіллеспі у 1950 році. У середині 1950-х зрідка працювала статисткою в кіно; знову приєдналась до Гіллеспі для кількох міжнародних гастролей на Середньому Сході (1956) і Південній Америці (1957). Працювала з Квінсі Джонсом як учасниця його шоу «Free and Easy». У 1959 році записала LP Melba Liston And Her 'Bones на Metrojazz (дочірньому MGM); займалась написанням музики для сесій Джонні Гріффіна і Мілта Джексона. Записувалась з Семом Джонсом (1961).
Упродовж 1960-х працювала з Ренді Вестоном як композиторка та аранжувальниця; очолювала біг-бенд разом з Кларком Террі; писала музику для Дюка Еллінгтона, Тонні Беннетта, Едді Фішера, симфонічного оркестру Буффало. У 1970-х працювала з юнацькими оркестрами у Воттсі, Каліфорнія, а також писала музику для Бейсі, Еллінгтона, Еббі Лінкольн; а також як штатний аранжувальник на лейблах Motown, для Марвіна Гея, Даяни Росс і Біллі Екстайна. Переїхала на Ямайку, де викладала в Університеті Вест-Індії. Навчалась в Ямайському інституті музики в Кінгстоні. Повернувшись до США, очолювала жіночий гурт, однак згодом його розпустила через складнощі в його утриманні.
У 1985 році була паралізована і змушена пересуватися на інвалідному візку, закінчила кар'єру артистки. У 1990-х, проживаючи в Лос-Анджелесі, знову почала займатися композиторською діяльністю — за допомогою комп'ютера.
Померла 23 квітня 1999 року в Лос-Анджелесі у віці 73 років.

## Дискографія
- Melba Liston And Her 'Bones (Metrojazz, 1959).